# Lý Huy Anh
Lý Huy Anh (tiếng Trung: 李輝英, 1911 - 1991) là một văn sĩ Trung Hoa.

## Tiểu sử
Lý Huy Anh sinh năm 1911 tại Đại Kim gia đồn, huyện Vĩnh Cát, tỉnh Cát Lâm. Mùa hè năm 1927, sau khi Mãn Châu quốc được Nhật Bản dựng lên, ông chạy đến Thượng Hải lưu vong. Tại đây, ông được nhập vào Cao Trung bộ của Tư lập Lập đạt Học viện. Năm 1929 lại được nhận vào Trung Văn hệ của Trung Quốc Công học Đại học bộ. Trong khoảng thời gian này, Lý Huy Anh bắt đầu đọc các tác phẩm kinh điển của hải nội ngoại, làm dịch thuật, mày mò viết tiểu thuyết và tham gia các hoạt động văn học của giới sinh viên.
Sau sự cố 18 tháng 9, Lý Huy Anh tích cực tham gia các cuộc biểu tình kháng Nhật của nhân dân Thượng Hải, nêu kiến nghị lên chính phủ Trung Quốc dừng ngay nội chiến và điều động quân lực đánh đuổi Nhật Bản.